# Eriogonum umbellatum
Eriogonum umbellatum är en slideväxtart som beskrevs av John Torrey. Eriogonum umbellatum ingår i släktet Eriogonum och familjen slideväxter.

## Underarter
Arten delas in i följande underarter:
- E. u. ahartii
- E. u. argus
- E. u. aureum
- E. u. bahiiforme
- E. u. canifolium
- E. u. chlorothamnus
- E. u. cladophorum
- E. u. cognatum
- E. u. covillei
- E. u. deserticum
- E. u. devestivum
- E. u. dichrocephalum
- E. u. dumosum
- E. u. ellipticum
- E. u. furcosum
- E. u. glaberrimum
- E. u. goodmanii
- E. u. haussknechtii
- E. u. humistratum
- E. u. hypoleium
- E. u. juniporinum
- E. u. lautum
- E. u. majus
- E. u. minus
- E. u. modocense
- E. u. mohavense
- E. u. munzii
- E. u. nelsoniorum
- E. u. nevadense
- E. u. polyanthum
- E. u. porteri
- E. u. ramulosum
- E. u. sandbergii
- E. u. smallianum
- E. u. speciosum
- E. u. stragulum
- E. u. subaridum
- E. u. torreyanum
- E. u. vernum
- E. u. versicolor